# 川崎康宏
川崎康宏（かわさきやすひろ、1968年2月28日 - ）は日本の小説家。和歌山県出身。1993年、第五回ファンタジア長編小説大賞で『銃と魔法』が準入選となりデビュー。以後、富士見ファンタジア文庫を始めとして数社のライトノベル系レーベルから作品を発表。コメディを得意とする。
2008年の『ガッツ＆ブラッド　蒸気帝国騒動記』から川﨑康宏とペンネームを変更した。

## 作品リスト
- 『銃と魔法』 富士見ファンタジア文庫 イラスト：草なぎ琢仁　1994年1月
- 『銃と魔法 2　青い炎』 富士見ファンタジア文庫 イラスト：草なぎ琢仁　1995年1月
- 『隊長は倒れてる-進め！ 双角小隊（ロング・ホーンズ）』 富士見ファンタジア文庫 イラスト：るりあ046　2000年3月
- 『革命暮れて皿洗い - ガンゴースト』 ファミ通文庫　イラスト：北野玲　2000年9月
- 『将軍はやってこない-進め！ 双角小隊』 富士見ファンタジア文庫 イラスト：るりあ046　2001年5月
- 『豚に名前がついた日 - ガンゴースト』 ファミ通文庫　イラスト：北野玲　2002年7月
- 『モノクロス - Broken soul, Angel wing』 ファミ通文庫　イラスト：宮村和生　2003年3月
- 『Alice（アリス）』 電撃文庫　イラスト：エナミカツミ　2004年10月
- 『ガジェット・ポップ - 蒸気帝国騒動記』 GA文庫　イラスト：友紀克彦　2006年2月
- 『ガッツ&ブラッド - 蒸気帝国騒動記』 GA文庫　イラスト：長田悠幸　2008年2月
- 『ありすとBOBO -猫とマグロと恋心-』 GA文庫　イラスト：千葉サドル　2010年2月
- 『ありすとBOBO2 -下町決戦兵器マスラオ』　GA文庫　イラスト：千葉サドル　2010年5月